# Esbjerg forenede Boldklubber 2018-2019
Questa voce raccoglie le informazioni riguardanti l'Esbjerg forenede Boldklubber nelle competizioni ufficiali della stagione 2018-2019.

## Rosa
Fonte:
| N. |                      | Ruolo | Calciatore         |
| -- | -------------------- | ----- | ------------------ |
|    | Danimarca (bandiera) | P     | Jeppe Højbjerg     |
|    | Danimarca (bandiera) | P     | Mads Kikkenborg    |
|    | Danimarca (bandiera) | P     | Lasse Mikkelsen    |
|    | Danimarca (bandiera) | D     | Daniel Anyembe     |
|    | Giamaica (bandiera)  | D     | Rodolph Austin     |
|    | Danimarca (bandiera) | D     | Jeppe Brinch       |
|    | Finlandia (bandiera) | D     | Markus Halsti      |
|    | Danimarca (bandiera) | D     | Jesper Lauridsen   |
|    | Danimarca (bandiera) | D     | Jonas Mortensen    |
|    | Finlandia (bandiera) | D     | Noah Nurmi         |
|    | Danimarca (bandiera) | D     | Patrick Tjørnelund |
|    | Danimarca (bandiera) | C     | Simon Bækgård      |
|    | Danimarca (bandiera) | C     | Mark Brink         |
|    | Danimarca (bandiera) | C     | David Easter       |
|    | Danimarca (bandiera) | C     | Mirza Husic        |
|    | Finlandia (bandiera) | C     | Joni Kauko         |

| N. |                      | Ruolo | Calciatore           |
| -- | -------------------- | ----- | -------------------- |
|    | Danimarca (bandiera) | C     | Matthias Kristensen  |
|    | Danimarca (bandiera) | C     | Mads Larsen          |
|    | Danimarca (bandiera) | C     | Klaus Moesgaard      |
|    | Ghana (bandiera)     | C     | Emmanuel Oti Essigba |
|    | Georgia (bandiera)   | C     | Lasha Parunashvili   |
|    | Danimarca (bandiera) | C     | Jacob Sørensen       |
|    | Danimarca (bandiera) | A     | Martin Egelund       |
|    | Danimarca (bandiera) | A     | Patrick Egelund      |
|    | Danimarca (bandiera) | A     | Carl Holse           |
|    | Australia (bandiera) | A     | Brent McGrath        |
|    | Danimarca (bandiera) | A     | William Møller       |
|    | Romania (bandiera)   | A     | Adrian Petre         |
|    | Danimarca (bandiera) | A     | Rasmus Rejnhold      |
|    | Marocco (bandiera)   | A     | Adnane Tighadouini   |
|    | Ucraina (bandiera)   | A     | Jurij Jakovenko      |
|    | Danimarca (bandiera) | A     | Mads Zaar            |